# Wilsons Promontory
Wilsons Promontory, hovorově The Prom, je poloostrov ležící v regionu Gippsland v australském spolkovém státě Victoria asi 200 km jihovýchodně od Melbourne a omývaný vodami Bassova průlivu. Jeho nejzazším výběžkem je mys South Point, který je nejjižnějším bodem australské pevniny. Na nedalekém mysu South East Point se nachází maják z roku 1859. Jediným obydleným místem na poloostrově je osada Tidal River s tábořištěm pro turisty, na šíji spojující Wilsons Promontory s pevninou leží městečko Yanakie. Pobřeží je členité, s množstvím žulových útesů, pláží a malých ostrůvků, podél řek se nacházejí rozsáhlé bažiny.
Původními obyvateli tohoto skalnatého výběžku pevniny byli domorodci z kmene Gunaikurnai, pro Evropany ho v roce 1798 objevil George Bass. Matthew Flinders oblast pojmenoval podle londýnského rejdaře Thomase Wilsona. Provozovala se zde rozsáhlá komerční těžba dřeva, v šedesátých letech 19. století oblast zasáhla zlatá horečka ve Victorii. V roce 1898 byl zřízen národní park Wilsons Promontory a v roce 2003 bylo také okolní moře vyhlášeno chráněným územím. K místním živočišným druhům patří klokan bažinný, vombat obecný, ježura australská, myška tmavá, klokánek krysí, vakoplšík létavý, emu hnědý, modropláštník nádherný a rozela pestrá, při pobřeží je možno pozorovat keporkaky, velryby jižní a kosatky. Vegetaci tvoří převážně balmíny a banksie. Oblast byla vážně zasažena požárem 7. února 2009, nazývaným Black Saturday bushfires.

## Galerie

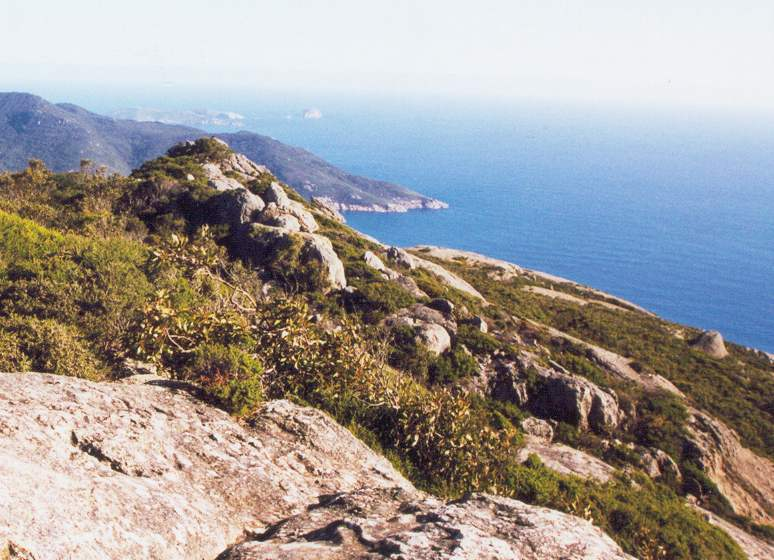
Pobřeží poloostrova
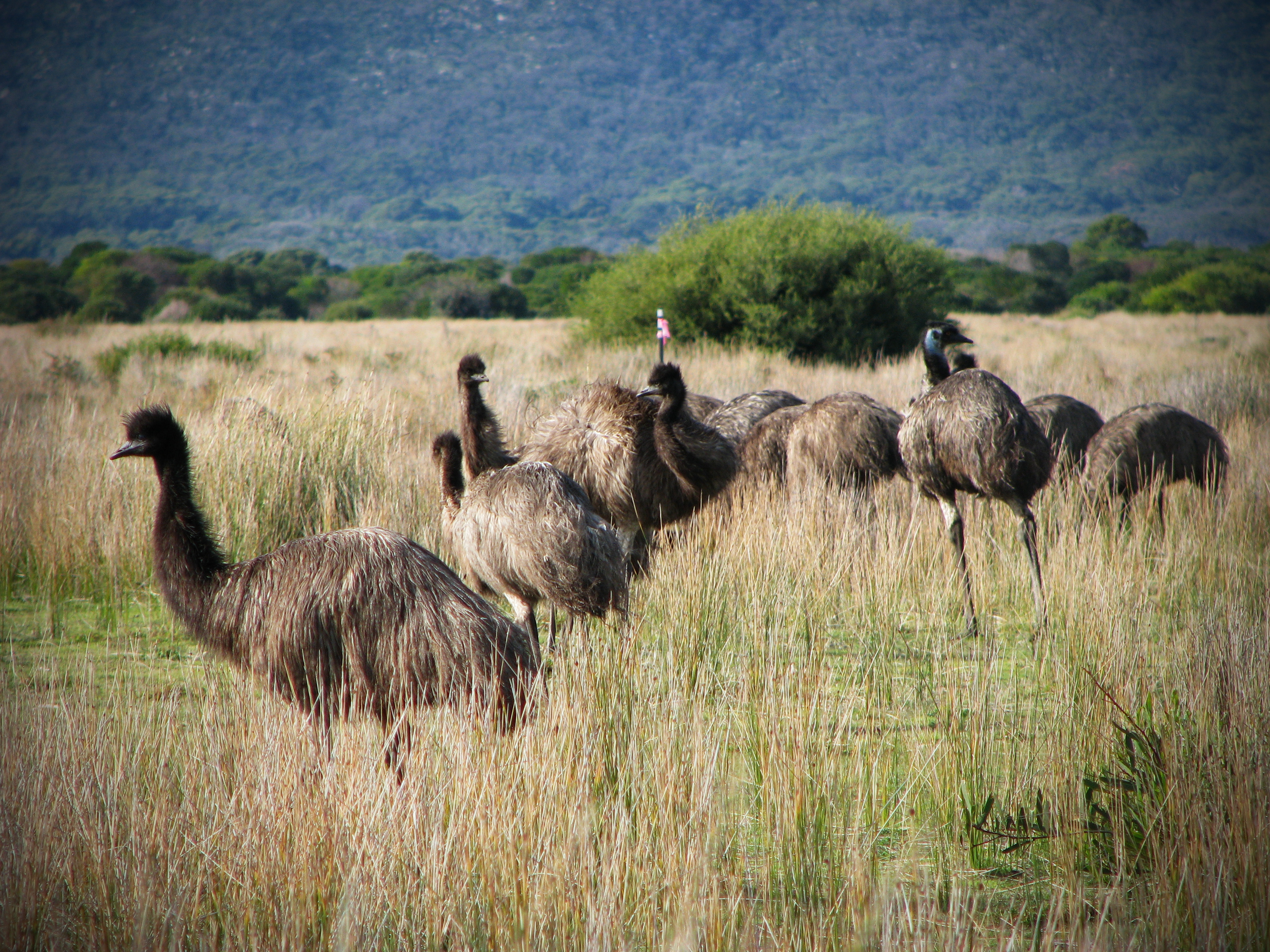
Hejno ptáků emu
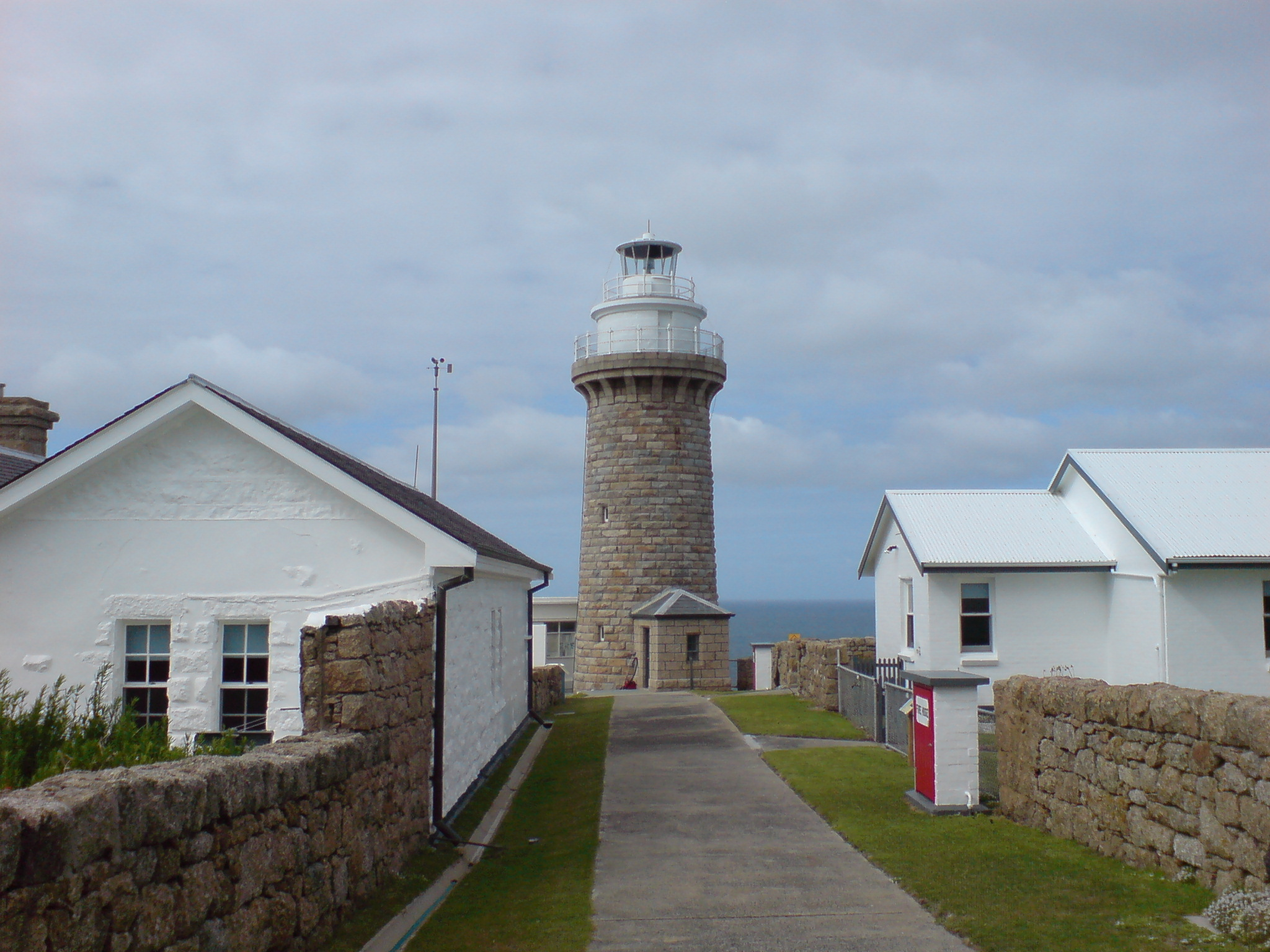
Maják
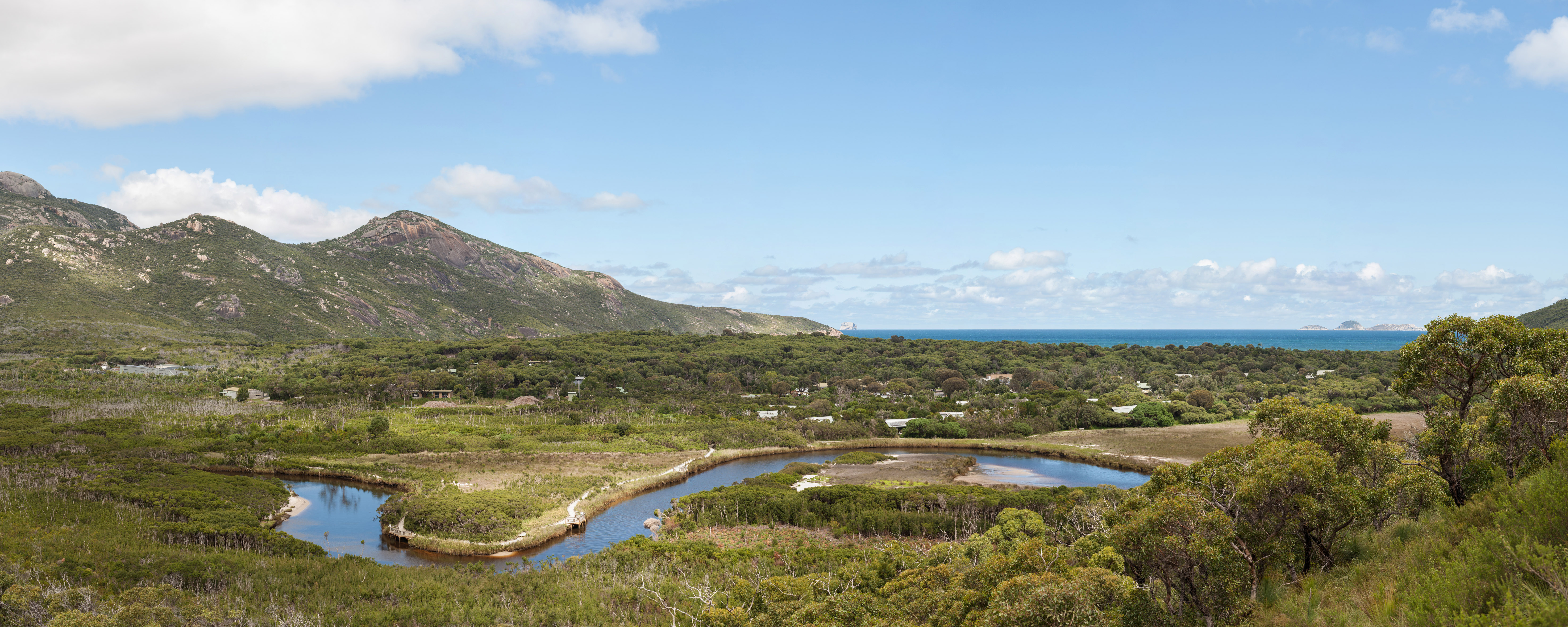
Tidal River